# Edward Fletcher
Edward S. Fletcher (* 15. November 1970 in Boston, Massachusetts) ist ein US-amerikanischer Schauspieler und Maler.

## Leben und Karriere
Seine Kindheit verbrachte er in Cambridge, Massachusetts und studierte später am Berklee College of Music.
Sein Filmdebüt gab er 1997 als 6. Offizier der Titanic, James P. Moody, in dem Kinohit Titanic.
Nach einer kleinen Rolle in einer Episode der Serie Buffy – Im Bann der Dämonen und einem Auftritt in dem Film Spanish Fly, entschied er sich, seine Schauspielkarriere vorerst auszusetzen und sich der Malerei zu widmen. Seine Bilder werden mittlerweile in vielen Galerien in den Vereinigten Staaten ausgestellt.
Ab 2017 wurde er wieder schauspielerisch aktiv.

## Filmografie
- 1997: Titanic
- 2000: Buffy – Im Bann der Dämonen (Buffy the Vampire Slayer, Fernsehserie, eine Folge)
- 2003: Spanish Fly
- 2018: Beautiful Boy
- 2021: Don’t Look Up